# Alice Liddell
Alicia Pleasance Liddell Hargreaves Taylor (Westminster, 4 de mayo de 1852 – Westerham, Kent, 15 de noviembre de 1934) fue una mujer británica que, durante su infancia, fue amiga de Lewis Carroll, y su inspiración para el personaje protagonista de los libros Alicia en el país de las maravillas y Alicia a través del espejo.

## Biografía
Alicia Liddell fue la cuarta hija del matrimonio formado por Henry Liddell, que fue durante 36 años decano del college Christ Church de Oxford, y su esposa, cuyo nombre de soltera era Lorina Hannah, hija menor de unos terratenientes de la pequeña nobleza. El matrimonio tuvo varios hijos que eran mayores que Alicia, Harry (nacido en 1847) y Arturo (1850-1853), y una hermana mayor, Lorina, conocida como "Ina" (nacida en 1849); después de ella nacieron otras seis niñas, con una de las cuales, Edith (nacida en 1854), tuvo Alice una relación bastante cercana. 
Cuando nació Alicia, su padre era el decano de Westminster School, pero poco después fue designado para el decanato de Christ Church de Oxford. La familia Liddell se mudó a esta ciudad en 1856. Poco después del traslado, los Liddell trabaron amistad con Charles Lutwidge Dodgson, más conocido por su seudónimo literario de Lewis Carroll, profesor en Christ Church. Dodgson y Alicia Liddell se conocieron el 25 de abril de 1856, cuando la niña no había cumplido aún los cuatro años.
La relación de amistad de Charles Dodgson con la familia Liddell, y especialmente con Alicia y sus hermanas Lorina y Edith, se prolongó durante varios años. Las tres posaron en numerosas ocasiones para ser fotografiadas por Dodgson, gran aficionado a la fotografía, y solían ir con él de excursión por los alrededores de Oxford. La verdadera Alicia dejó testimonio de estos largos paseos: 
«Muchos de los cuentos del Sr. Dodgson nos fueron contados en nuestras excursiones por el río, cerca de Oxford. Me parece que el principio de Alicia nos fue relatado en una tarde de verano en la que el sol era tan ardiente que habíamos desembarcado en unas praderas situadas corriente abajo del río y habíamos abandonado el bote para refugiarnos a la sombra de un almiar recientemente formado. Allí, las tres repetimos nuestra vieja frase: "cuéntenos una historia", y así comenzó su relato, siempre delicioso. Algunas veces para mortificarnos o porque realmente estaba cansado, el Sr. Dodgson se detenía repentinamente diciéndonos: "esto es todo, hasta la próxima vez": "¡ah, pero esta es la próxima vez!", exclámabamos las tres al mismo tiempo, y después de varias tentativas para persuadirlo, la narración se reanudaba nuevamente». 
Durante una de estas excursiones, Dodgson, a petición de Alicia, inventó una primera versión de lo que luego se convertiría en el célebre libro Las aventuras de Alicia en el país de las maravillas, y posteriormente escribió el cuento para regalárselo a Alicia en las Navidades de 1863. Poco antes (en el verano de ese mismo año), sin embargo, un misterioso episodio había provocado el enfriamiento de las relaciones entre Dodgson y los Liddell. A partir de entonces, Alicia y Dodgson solo mantuvieron algunos encuentros esporádicos. Hay constancia de correspondencia entre ambos al menos hasta 1892.
Durante la infancia de Alicia, ella y su familia solían pasar las vacaciones en una casa de campo llamada "Penmorfa" (posteriormente convertida en el Gogarth Abbey Hotel y finalmente demolida en 2008), en la costa occidental de Llandudno, en el norte de Gales.  

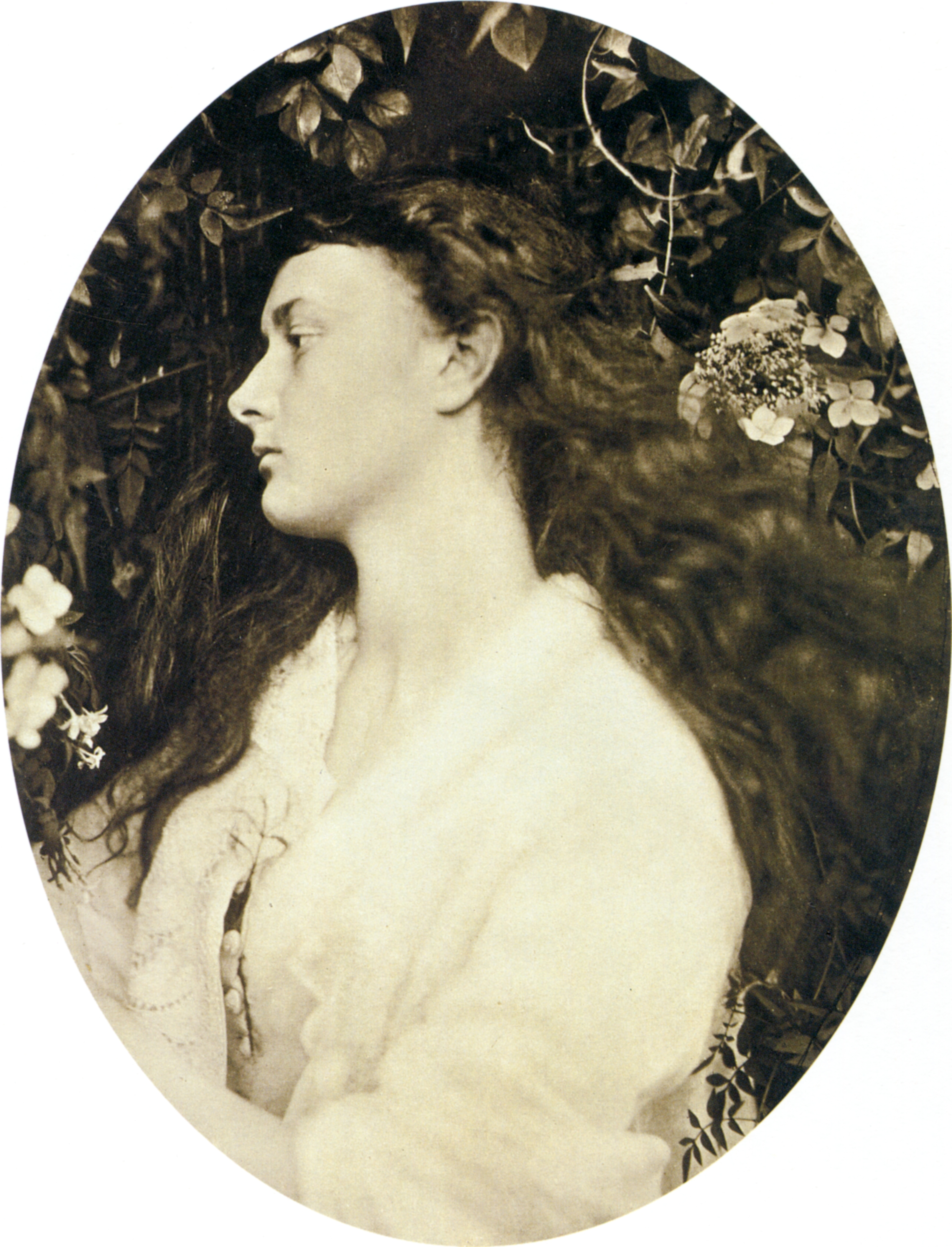
Alicia Liddell en 1872, fotografiada por Julia Margaret Cameron.

Lorina ("Ina") Liddell contrajo matrimonio en febrero de 1874. Dos años después, el 30 de junio de 1876, murió Edith, la menor de las hermanas, de peritonitis como secuela del sarampión. 
Según refiere Morton N. Cohen en su biografía de Lewis Carroll, Alicia fue objeto de la atención romántica del príncipe Leopoldo, duque de Albany, hijo menor de la reina Victoria, durante el tiempo en que éste fue estudiante en Christ Church. Este romance, si llegó a existir, no prosperó, ya que el príncipe terminaría por casarse con la princesa Elena de Waldeck y Prymont. No obstante, Leopoldo daría a su hija primogénita el nombre de Alicia, y sería más tarde el padrino del hijo de Alicia Liddell, Leopoldo Reginald Hargreaves. Existió, en cualquier caso, una relación de amistad entre Alicia Liddell y su esposo y los duques de Albany. 
Otro estudiante del Christ Church, Reginald Gervis Hargreaves, hijo de un próspero empresario, se enamoró de Alicia y le propuso matrimonio. Ambos se casaron el 15 de septiembre de 1880 en la Abadía de Westminster. Alicia se convirtió en una dama de la alta sociedad, dando a menudo recepciones en su mansión de Cuffnells, en Hampshire. El matrimonio tuvo tres hijos: Alan Knyveton Hargreaves, Leopoldo Reginald "Rex" Hargreaves y Caryl Liddell Hargreaves (Alicia negó siempre que el nombre de su tercer hijo tuviese relación con el sobrenombre de Dodgson, Lewis Carroll). Los dos mayores fallecieron en combate durante la Primera Guerra Mundial. 
Reginald Hargreaves falleció el 14 de febrero de 1926. El tren de vida que llevaba el hijo menor, Caryl, y los elevados costes de mantenimiento de la propiedad familiar de Cuffnells, llevaron a Alicia a tomar la decisión de vender el manuscrito autógrafo que le había regalado Lewis Carroll en 1863. Dado que el nombre de Lewis Carroll era entonces mundialmente conocido, obtuvo por él una suma muy elevada (15.400 libras esterlinas) en la casa de subastas Sotheby's. El manuscrito fue adquirido por el doctor A. S. W. Roschenbach, quien lo vendió luego a Eldridge R. Johnson. Johnson expuso el manuscrito al público en la Universidad de Columbia con motivo de la conmemoración del centenario del nacimiento de Lewis Carroll, en 1932.  

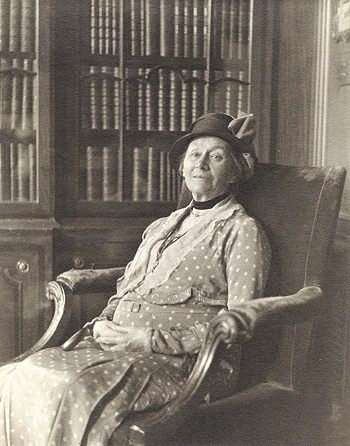
Alice Liddell, fotografiada en 1932.

La Universidad de Columbia invitó a Alicia Liddell a esta conmemoración. Alicia, que tenía ya ochenta años, viajó a Estados Unidos en compañía de su hermana Rhoda y de su hijo Caryl, y participó en los actos conmemorativos, que incluyeron un doctorado honoris causa para ella otorgado por la universidad. Es probable que durante esa visita a Estados Unidos conociera a Peter Llewelyn-Davies, uno de los hermanos que inspiraron el personaje Peter Pan a J. M. Barrie, aunque con seguridad dicho encuentro sucedió en Londres, en la librería Bumpus Store. Falleció dos años después, el 16 de noviembre de 1934, en una casa que había alquilado en Westerham, cercana a la de su hermana Rhoda. En una ocasión le confesó que estaba "cansada de ser Alicia en el País de las Maravillas". Su residencia familiar, Cuffnells, convertida en hotel tras su muerte, fue demolida después de la Segunda Guerra Mundial. 
El manuscrito original de Carroll fue adquirido, a la muerte de su propietario, Eldridge R. Johnson, por un consorcio de bibliófilos estadounidenses y regalado al pueblo británico "en señal de agradecimiento a un pueblo noble que mantuvo a raya a Hitler sin ayuda durante un largo período". Actualmente se conserva en la Biblioteca del Museo Británico.

## Relación con Lewis Carroll

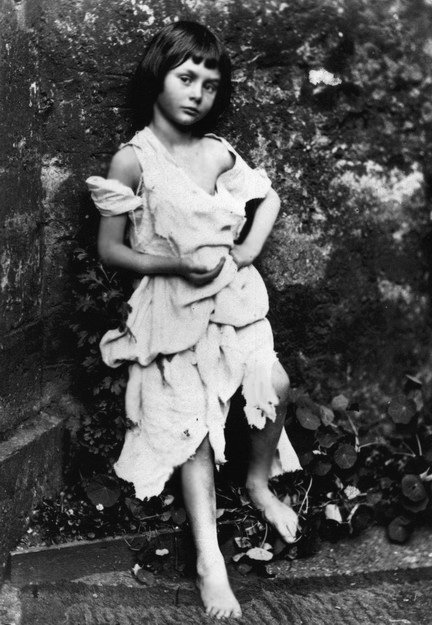
Alicia, disfrazada de mendiga. Fotografía de Charles Dodgson, nombre real de Lewis Carroll (1858).

Dodgson conoció a la familia Liddell en 1856. Según las anotaciones de sus diarios, conoció primero a la señora Liddell y a sus hijos Harry y Lorina el 25 de febrero de ese año. Más tarde hizo amistad con el pequeño Harry Liddell. Su primer encuentro con Alicia tuvo lugar el 6 de marzo, cuando acudió a la casa del decano para fotografiar la catedral. Según él mismo indica en su diario, señaló ese día con una piedra blanca.
Primero hizo amistad con Harry, el hermano mayor, al que llevó con su hermana Lorina ("Ina") a varias excursiones en barca y meriendas campestres en los alrededores de Oxford. Más adelante, cuando Harry comenzó a ir a la escuela, Alicia y su hermana Edith empezaron a acudir a esas excursiones. Dodgson solía entretener a las niñas narrándoles cuentos fantásticos, y ellas posaron a menudo para él como modelos de fotografía, la gran afición de Dodgson. Se ha afirmado que Alicia fue la modelo favorita de Dodgson, pero no hay ninguna evidencia de que sea así. Los diarios de Dodgson entre el 18 de abril de 1858 y el 8 de mayo de 1862, que podrían arrojar luz sobre su relación con las hermanas Liddell, se han perdido, probablemente destruidos por los herederos del autor.   
La relación entre Dodgson y la familia Liddell terminó bruscamente en junio de 1863. Hasta la década de 1990 no había información alguna sobre lo que motivó esta ruptura, ya que los Liddell nunca hablaron abiertamente de ello, y la página de los diarios del autor correspondiente a los días 27, 28 y 29 de junio de 1863, fechas en las que supuestamente ocurrió la ruptura, se ha perdido (fue arrancada por una sobrina del autor, Menella Dodgson, según reconoció varios años después). 
Se ha especulado con la idea de que la madre de Alicia, la señora Liddell, desaprobara la relación de su hija, que ya tenía once años, con Dodgson. Morton N. Cohen sugiere la idea de que Dodgson pudo haber pedido la mano de Alicia, o al menos haber hecho algún tipo de insinuación en ese sentido. Hasta hace poco, la única fuente para conocer lo que pudo ocurrir en esas fechas eran las especulaciones, todas ellas centradas en la idea de que la ruptura tuvo algún tipo de relación con Alicia Liddell. 
En 1996, Karoline Leach encontró lo que desde entonces se conoce como el documento "Cut Pages in Diary" ("Páginas cortadas en el diario") — una nota supuestamente escrita por la sobrina de Charles Dodgson, Violeta Dodgson, que resume la página perdida de los diarios correspondiente a los días 27, 28 y 29 de junio de 1863, escrita aparentemente antes de que ella (o su hermana Menella) arrancaran la página. La nota dice así:

L.C. sabe gracias a Mrs Liddell que se dice que está utilizando a los niños como una excusa para hacer la corte a la institutriz - se dice también que [ilegible] está haciendo la corte a Ina.

No está claro quién fue el autor de esta nota. Para Leach, la escritura puede ser la de una de las dos sobrinas de Carroll, Menella o Violeta Dodgson. No obstante, Morton N. Cohen afirma, en un artículo publicado en el Times Literary Supplement, que, durante los años sesenta, Philip Dodgson Jacques le reveló que él mismo era el autor de la nota, para la que se basó en conversaciones oídas a sus tías. Actualmente no existen pruebas que permitan decantarse por ninguna de las dos posibilidades.  
El sentido exacto de esta nota tampoco ha sido determinado. Sin embargo, parece implicar que la ruptura entre Dodgson y la familia Liddell se produjo a causa de un supuesto rumor que relacionaba a Dodgson con la institutriz de las niñas y con "Ina", la hermana mayor de Alicia. La naturaleza de estos rumores, y si tenían o no fundamento, son asuntos que no han podido ser aclarados hasta el momento.
En cualquier caso, las relaciones se enfriaron. Dodgson evitó la casa de los Liddell durante unos seis meses, pero finalmente regresó para visitar a la familia en diciembre de 1863, ocasión en la que regaló a Alicia el manuscrito de su Las aventuras de Alicia bajo tierra. Pero la antigua cordialidad parece haber desaparecido, y la amistad terminaría por desvanecerse por completo, tal vez porque Dogson mantenía discrepancias con el padre de Alicia, el decano Liddell, en cuanto a la política del college. Se han dado otras explicaciones, que hacen referencia en general a enredos amorosos y corazones rotos, pero no hay pruebas que permitan confirmarlas. 
Dodgson, sin embargo, vio todavía a Alicia en algunas ocasiones. En 1870, por ejemplo, la señora Liddell llevó a sus hijas Lorina y Alicia al estudio del escritor para hacerles sendos retratos fotográficos (las últimas fotografías que Dodgson hizo de las hermanas). El autor escribió todavía a Alicia en varias ocasiones, en una de ellas para pedirle prestado el manuscrito que le había regalado años atrás para publicar una edición facsímil, que apareció en 1886. La última carta data de 1892. A partir de esa fecha, que se sepa, no mantuvieron ningún contacto más. Dodgson falleció en 1898.

## Origen deAlicia en el país de las maravillas

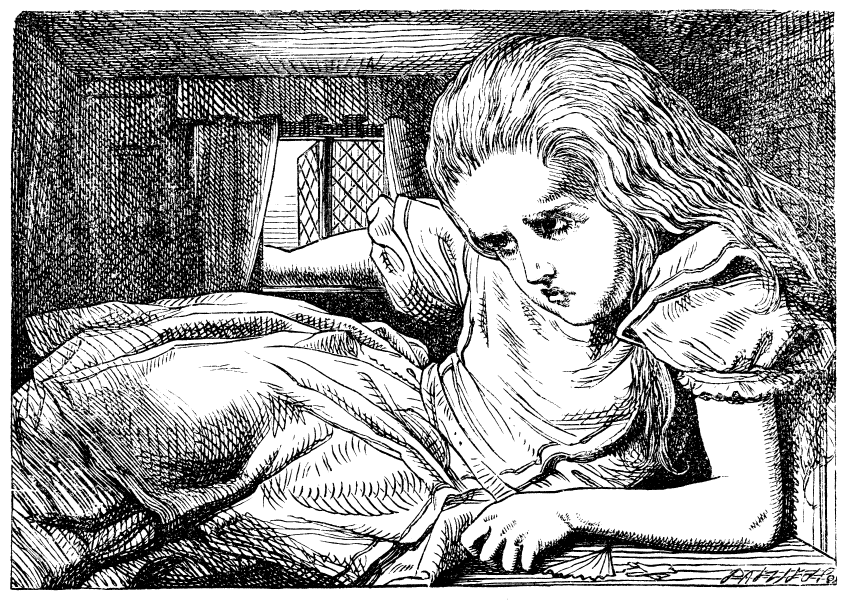
Ilustración de John Tenniel para la primera edición de Alicia en el país de las maravillas.

El 4 de julio de 1862, en un viaje en bote por el Támesis, de Oxford a Godstow, para una fiesta campestre, Alicia, que contaba diez años, pidió a Dodgson que les contara una historia a ella y a sus hermanas (Edith, de ocho años, y Lorina, de 13). Mientras el reverendo Robinson Duckworth remaba, Dodgson narró a las niñas las fantásticas aventuras de una niña llamada Alice (Alicia), que caía en la madriguera de un conejo. Fascinada por la historia, que le había parecido mejor que de costumbre, Alicia pidió a Dodgson que se la escribiera. 
Dodgson tardó unos dos años y medio en completar el manuscrito, que ilustró con dibujos de su propia mano, y se lo regaló a Alicia en las Navidades de 1864. Ya antes de esto, el autor había mostrado el cuento al también escritor George MacDonald, quien lo animó a publicarlo, según anotó Dodgson en su diario el 9 de mayo de 1863. A los hijos de McDonald les gustó mucho la historia, y esto llevó probablemente a Dodgson a creer que podría tener éxito. En octubre de 1863, Dodgson mostró el manuscrito, titulado Las aventuras de Alicia bajo tierra (Alice's Adventures Under Ground), al editor londinense Alexander Macmillan, que aceptó publicarlo, y sugirió la colaboración de John Tenniel en las ilustraciones. El libro, ilustrado por Tenniel, apareció finalmente en 1865, con el título cambiado: Dodgson prefirió titularlo Las aventuras de Alicia en el país de las maravillas (Alice's Adventures in Wonderland), y lo firmó con el seudónimo de Lewis Carroll, con el que se haría célebre en la historia de la literatura. Más adelante, gracias al éxito de la obra, Carroll publicó una segunda parte, A través del espejo y lo que Alicia encontró allí (Through the Looking-Glass and What Alice Found There, 1871). En 1886 apareció una edición facsímil del manuscrito que el autor había regalado a Alicia, con su título original de Las aventuras de Alicia bajo tierra (Alice's Adventures Under Ground).

## Alicia Liddell y el personaje de Alicia
Existe controversia acerca de hasta qué punto es posible identificar la Alicia del libro de Carroll con Alice Liddell. Está claro que las dos Alicias no son absolutamente idénticas, y, aunque la opinión tradicional es que la Alicia de ficción estaba inspirada de forma cercana en la Alice real, las investigaciones recientes contradicen esta suposición. El propio Dodgson explicó en años posteriores que su personaje era enteramente imaginario y que no estaba en absoluto basado en niño alguno; y es evidente que la imagen de Alicia, tal y como aparece en las ilustraciones de Tenniel, no tiene parecido físico con ella.
De hecho, existe el rumor de que Dodgson envió a Tenniel una fotografía de otra de sus amigas infantiles, María Hilton Badcock, sugiriendo que la usara como modelo, pero tampoco este rumor ha podido ser confirmado de forma satisfactoria. En realidad, nadie sabe cuál fue la referencia de Tenniel a la hora de crear la imagen del personaje en las ilustraciones, si es que tuvo alguna. Incluso los dibujos del propio Dodgson, en el manuscrito original, muestran un parecido más bien escaso con Alicia Liddell. 
Ana Clark, biógrafa de Alicia, sugirió que el modelo para estos dibujos pudo haber sido Edith, la hermana menor, pero tampoco hay forma de probar esta suposición. 
Sea cual sea el papel que Alice jugó como inspiradora del personaje, el hecho es que los libros están dedicados a Alice Pleasance Liddell. Al final de A través del espejo y lo que Alicia encontró allí hay un poema acróstico que, tomando la primera letra de cada verso, permite leer el nombre completo de la niña. Ese poema no tiene título en Alicia a través del espejo, pero suele tomarse como título el primer verso, "A Boat Beneath a Sunny Sky" ("Bajo un soleado cielo, una barca"):

A boat beneath a sunny sky,

Lingering onward dreamily

In an evening of July--

Children three that nestle near,

Eager eye and willing ear,

Pleased a simple tale to hear--

Long has paled that sunny sky:

Echoes fade and memories die.

Autumn frosts have slain July.

Still she haunts me, phantomwise,

Alice moving under skies

Never seen by waking eyes.

Children yet, the tale to hear,

Eager eye and willing ear,

Lovingly shall nestle near.

In a Wonderland they lie,

Dreaming as the days go by,

Dreaming as the summers die:

Ever drifting down the stream--

Lingering in the golden gleam--

Life, what is it but a dream?

## Alicia Liddell en la ficción contemporánea
Varios escritores contemporáneos han escrito relatos de ficción acerca de la vida de Alicia Liddell. Es uno de los principales personajes de las series Mundo del Río, de Philip José Farmer, donde se la hace enamorada del famoso explorador inglés Richard Burton, amiga de Mark Twain y enemiga de Hermann Göring.
La poetisa canadiense Stephanie Bolster compuso también una colección de poemas, White Stone, inspirada en ella.
El libro Susurros, de la autora americana A. G. Howard, cuenta la historia de Alyssa, inspirada en la historia de Alicia Liddell, en que la protagonista viaja al País de las Maravillas para arreglar los errores que su antepasada (Alicia Liddell) provocó cuando descendió por la madriguera del conejo.
Katie Roiphe es la autora de un relato de ficción, supuestamente basado en hechos reales, acerca de la relación entre Alicia y Carroll, titulado Still She Haunts Me.
La película de 1985 Dreamchild relata el viaje a América para la conmemoración en la Universidad de Columbia antes mencionada: a través de una serie de flashbacks, promueve la extendida idea de que Dodgson se sintió románticamente atraído por la niña.
En el episodio 9 de la serie Warehouse 13 se explica el supuesto origen de los escritos de Lewis Carroll.
En los videojuegos American McGee's Alice y Alice: Madness Returns es la protagonista de una historia que relata los sucesos ocurridos después de los libros Alicia en el país de las maravillas y A través del espejo y lo que Alicia encontró allí.
El encuentro entre Alice Liddell y Peter Llewelyn-Davies ha sido recreado, de muy diferente forma, en la novela infantil Prohibido leer a Lewis Carroll, de Diego Arboleda, y en la obra de teatro Peter and Alice, de John Logan.
La cantante y autora Emilie Autumn, en su libro pseudo autobiográfico The Asylum for Wayward Victorian Girls, utiliza el apellido Liddell como suyo, haciendo referencia a que es una descendiente directa de la propia Alice. Este uso del parentesco lo lleva haciendo desde los principios de su carrera sobre los escenarios. También hace muchas referencias, tanto en actuaciones como en conciertos o fotografías, al imaginario de Lewis Carroll.